# Jatropha hirsuta
Jatropha hirsuta är en törelväxtart som beskrevs av Ferdinand von Hochstetter. Jatropha hirsuta ingår i släktet Jatropha och familjen törelväxter.

## Underarter
Arten delas in i följande underarter:
- J. h. glabrescens
- J. h. hirsuta
- J. h. oblongifolia